# Ronde van Frankrijk 2006/Tiende etappe
De tiende etappe van de Ronde van Frankrijk 2006 werd verreden op 12 juli 2006 tussen Cambo-les-Bains en Pau.

## Verloop
In de tiende etappe komen we de eerste bergen tegen. Na een razendsnel eerste uur vol aanvallen komt er uiteindelijk een grote kopgroep. Op de eerste beklimming van de dag, de Col de Soudet blijven er 7 renners over: Cyril Dessel, Juan Miguel Mercado, Cédric Vasseur, Christophe Rinero, Iñaki Isasi, Iñigo Landaluze en Cristian Moreni.
Mercado en Dessel komen als eerste boven op de Soudet, maar in de afdaling kunnen de andere 5 -één voor één- weer aansluiten. Op de tweede beklimming van de dag, Col de Marie-Blanque van de buitencategorie, rijden Dessel en Mercado opnieuw weg. Ditmaal kunnen de achtervolgers niet meer terugkeren al nadert Landaluze nog tot op 7 seconden. Lange tijd lijkt de Bask aan te sluiten, maar uiteindelijk breekt hij. Mercado blijft de laatste kilometers in het wiel van Dessel zitten, tot irritatie van de Fransman. Dessel begint van kop af de sprint en is kansloos tegen Mercado die zijn tweede Tour-etappe in z'n wielerloopbaan wint.
Proloog ·
1e etappe ·
2e etappe ·
3e etappe ·
4e etappe ·
5e etappe ·
6e etappe ·
7e etappe ·
8e etappe ·
9e etappe ·
10e etappe ·
11e etappe ·
12e etappe ·
13e etappe ·
14e etappe ·
15e etappe ·
16e etappe ·
17e etappe ·
18e etappe ·
19e etappe ·
20e etappe
Startlijst · Eindstanden · Afbeeldingen